# 얌차

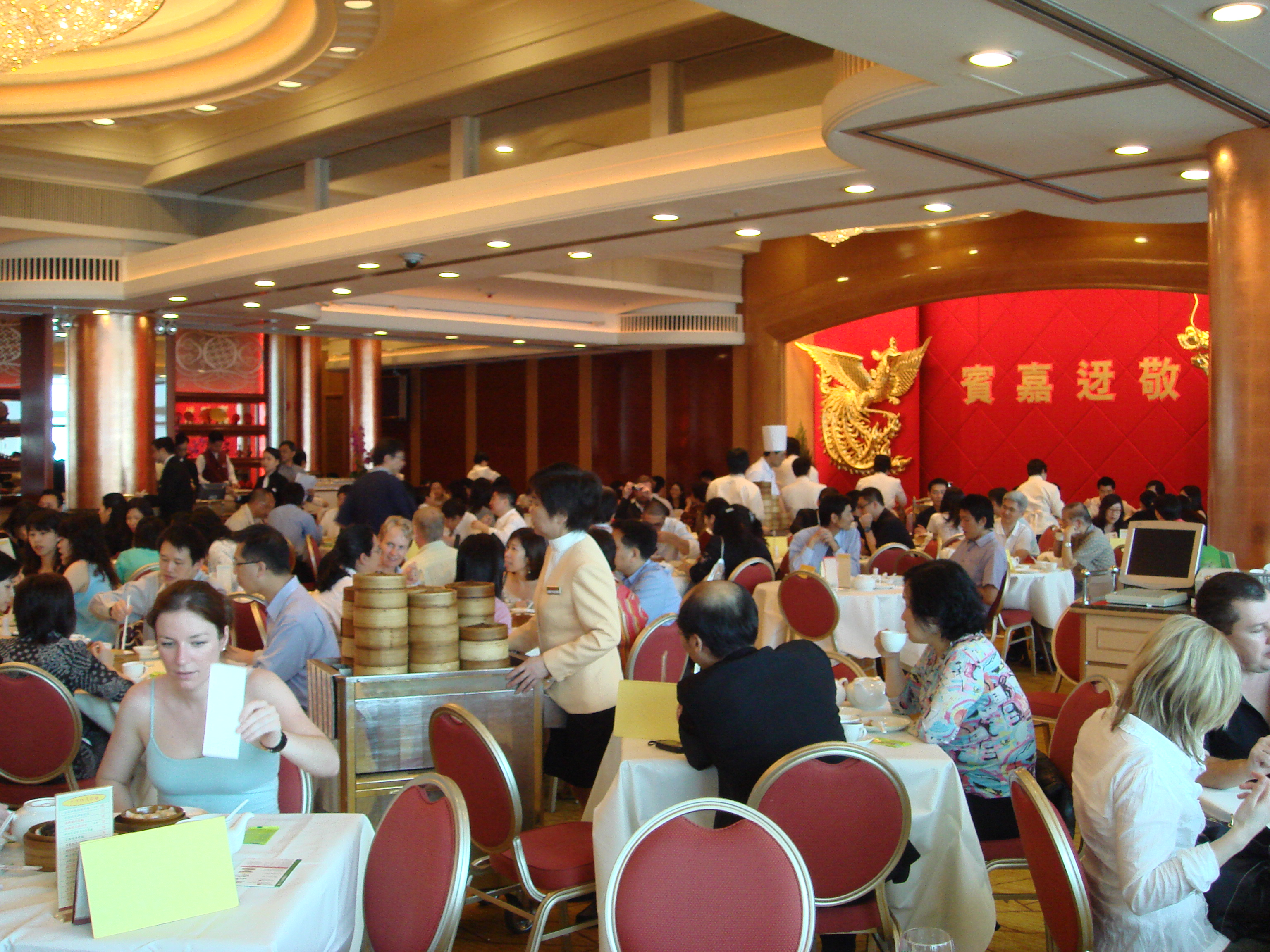
얌차

얌차(광둥어: 飲茶) 또는 반밍(광둥어: 品茗)은 아침과 점심 사이에 차와 딤섬을 먹는 광둥의 식문화이다.

## 유래
제 2차 세계 대전 이후 중국에서 온 이민자들은 얌차 문화를 가져와 종종 가족과 친구들과 즐기기 시작하였고 지금도 홍콩 사회에서는 서양문화의 커피와 토스트처럼 흔히 먹는 식사로 남았다.

## 예절
- 얌차는 테이블 주변의 모든 사람들이 참여하는 그룹활동이다 나눔의 중점을 둔다.
- 차가 떨어지지 않게 채워둔다.
- 식사를 마치고 난 다음 자신의 밥그릇에 남은 곡식 한 톨까지 마무리한다. 자신의 그릇은 미래의 배우자의 피부이기 때문에 그릇을 깨끗히 비워야 미래의 배우자의 피부가 부드러워진다고 한다.
- 밥그릇 안에 젓가락을 소리나게 놓지 않는다. 이 행동은 길가에서 구걸을 하는 방랑자들이 행인들의 주의를 끌기 위해 했던 행동이기 때문에 식사를 하는 가족에게 빈곤을 가져다 준다고 믿는다.
- 멀리 떨어져 있는 음식을 직접 집어 먹을 수 없다. 먹고자 하는 음식이 있어도 테이블에서 멀리 떨어져 있다면, 자신의 앞으로 올 때까지 기다리거나 음식으로부터 가까이 있는 사람에게 요청해야 하는 것이 예의이다.

## 같이 보기
- 브런치
- 차찬텡
- 티타임